# Премія YUNA за найкращу пісню для фільму
«YUNA» — щорічна українська щорічна національна професійна музична премія, заснована у 2011 році. Премія за найкращу пісню для фільму вручається, починаючи із дев'ятої церемонії, на якій вшановуються досягнення у музиці за 2019 рік. Крім неї, з цього року почали вручати ще одну категорію - інший формат.

## Номінанти та переможці (2020–2022)

### 2020
- «DakhaBrakha» — «Пливе човен» («Вулкан»)
  - «Антитіла» — «Lego» («Я, ти, він, вона»)
  - «Без обмежень» — «Колискова» («Заборонений»)
  - «Океан Ельзи» — «Перевал» («Захар Беркут»)
  - Христина Соловій — «Холодно» («Крути 1918»)